# Échelle Z
L'échelle Z est une échelle utilisée pour les trains miniatures. Elle correspond à une échelle de 1:220, ce qui fait un écartement des rails de 6,5 mm pour l'écartement standard. C'est une des plus petites échelles utilisées.
Elle a été mise sur le marché en 1972 par la société allemande Märklin. Les marques AZL (USA), Rokuhan (Japon) et Micro-Trains Line (USA) fabriquent à présent également du matériel ferroviaire à cette échelle.
En France, Azar Models fabrique du matériel roulant Français et Européen à l'échelle Z. 

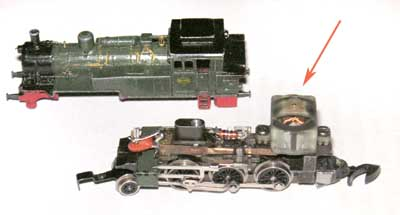
Une locomotive de la taille d'un morceau de sucre dans l'échelle Z. Le moteur (flèche) fait 5 mm de long.

L'échelle Zm est la même échelle pour la voie métrique, ce qui fait 4,5 mm d'écartement.